# Слободан Бабић
Слободан Бабић (Никшић, 4. марта 2000) српски је фудбалер који тренутно наступа за ОФК Петровац.

## Каријера
Као рођени Никшићанин, Слободан Бабић је наступао за млађе селекције локалне Сутјеске, где је био капитен генерације свог узраста. Одатле је прешао у београдски Рад, за који је играо у кадетској и омладинској лиги Србије, а почетком 2019. године потписао је за турски Анталијаспор. Ту је до краја такмичарске 2018/19. наступао за састав до 19 година старости.
Крајем августа исте године, Бабић је приступио краљевачком српсколигашу Слоги, за коју је дебитовао у 4. колу такмичарске 2019/20. У игру је тада ушао у другом полувремену, уместо Ивана Јовановића, а његова екипа је остварила победу од 2 : 1 над Мачвом из Богатића. Са клупе такође ушао и на наредном сусрету, против Слоге у Пожеги, док се касније усталио у саставу свог тима. Свој први погодак за краљевачку Слогу постигао је 14. септембра 2019, у ремију са крагујевачком Сушицом, на Градском стадиону у Краљеву. До краја првог дела сезоне погодио је још и у победи од 2 : 0 против Тутина. За екипу Слоге наступао је као бонус играч, а забележио је укупно 14 утакмица у Српској лиги Запад. Током зимског прелазног рока напустио је клуб.
Почетком 2020. године, Бабић је приступио екипи крушевачког Напретка, са којом је касније одрадио припреми период у Анталији. По повратку у Крушевац, Бабић је и званично представљен као ново појачање, а с клубом је потписао трогодишњи професионални уговор. Спортски сектор је донео одлуку да Бабића уступи прволигашу Смедереву, за други део такмичарске 2019/20. По одласку у Смедерево, Бабић је за тај клуб погодио на припремној утакмици са Борцем из Сакула. Први званични сусрет за Смедерево одиграо је на отварању пролећног дела сезоне 2019/20, када је на терену заменио Мозиса Џона у другом полувремену сусрета са београдским Синђелићем. У прву поставу је увршен у следећем колу, против Земуна, а наступио је и на утакмици против чајетинског Златибора. Дан након те утакмице, 15. марта 2020. године, јавноси је саопштена одлука о проглашењу ванредног стања на територији читаве државе, услед епидемије вируса корона. У складу с тим, Фудбалски савез Србије је обавестио јавност да су од тог момента отказани сви догађаји под окриљем те организације и да клубови треба да се придржавају даљих упутстава надлежних институција. Сви тренинзи и окупљања екипе надаље су обустављени.
Током лета исте године, Бабић се вратио у краљевачку Слогу. Нешто касније, током октобра 2020, прешао је у ОФК Бачку из Бачке Паланке. Следеће године играо је за Раднички из Сремске Митровице. Почетком 2022. вратио се у Црну Гору и до краја такмичарске 2021/22. носио је дрес друголигаша Грбља. У јуну те године прешао је у ОФК Петровац.

## Репрезентација
У фебруару 2015, као члан Сутјеске из Никшића, Бабић је добио позив селектора млађе кадетске репрезентације Црне Горе, Бориса Миличковића. Са том екипом је прошао камп који је организовао Фудбалски савез Црне Горе. Прешавши у београдски Рад, Бабић је поднео захтев и за српско држављанство, па је позван у кадетску репрезентацију Србије код селектора Илије Столице. Дебитовао је на пријатељском сусрету са екипом Казахстана, 26. јула 2016, ушавши у игру уместо имењака, Слободана Тедића, на почетку другог полувремена. Наступио је и у двомечу са Белорусијом, а након тога је уврштен на списак играча за почетак квалификација за Европско првенство.
У фебруару наредне године је наступио и на пријатељском мечу са селекцијом Босне и Херцеговине у Етно селу Станишићи, под вођством Перице Огњеновића, после чега је позван и за наставак квалификација, у групи са Швајцарском, Шкотском и Црном Гором. Победом над одговарајућом селекцијом Црне Горе, Србија је остварила пласман на завршни турнир. На припремној утакмици пред одлазак на то такмичење, Бабић је био стрелац у победи од 5 : 1 над Украјином. Након тога је изостављен са коначног списка путника у Хрватску, где је одржан завршни турнир. У јуну 2017, Бабић је био у саставу Србије за пријатељски сусрет са Индијом на стадиону у Капошвару.
Бабић је под вођством Перице Огњеновића наступао и за млађу омладинску репрезентацију Србије, за коју је дебитовао у двомечу против Босне и Херцеговине, у априлу 2018. У јуну 2018, Бабић је био стрелац у поразу на пријатељском сусрету са вршњацима из Словеније.

## Статистика

### Клупска
Ажурирано 31. октобра 2023.
|                            |          |                      |    |    |   |   |   |   |   |   |    |    |  |  |
| Слога Краљево              | 2019/20. | Српска лига Запад    | 14 | 2  | — | — | — | — | — | — | 14 | 2  |  |  |
| Слога Краљево              | 2020/21. | Прва лига Србије     | 5  | 0  | — | — | — | — | — | — | 5  | 0  |  |  |
| Слога Краљево              | Укупно   | Укупно               | 19 | 2  | — | — | — | — | — | — | 19 | 2  |  |  |
|                            |          |                      |    |    |   |   |   |   |   |   |    |    |  |  |
| Смедерево (позајмица)      | 2019/20. | Прва лига Србије     | 3  | 0  | — | — | — | — | — | — | 3  | 0  |  |  |
|                            |          |                      |    |    |   |   |   |   |   |   |    |    |  |  |
| Бачка Бачка Паланка        | 2020/21. | Суперлига Србије     | 0  | 0  | 0 | 0 | — | — | — | — | 0  | 0  |  |  |
|                            |          |                      |    |    |   |   |   |   |   |   |    |    |  |  |
| Раднички Сремска Митровица | 2020/21. | Прва лига Србије     | 4  | 0  | — | — | — | — | — | — | 4  | 0  |  |  |
|                            |          |                      |    |    |   |   |   |   |   |   |    |    |  |  |
| Грбаљ                      | 2021/22. | Друга лига Црне Горе | 16 | 9  | — | — | — | — | — | — | 16 | 9  |  |  |
|                            |          |                      |    |    |   |   |   |   |   |   |    |    |  |  |
| ОФК Петровац               | 2022/23. | Прва лига Црне Горе  | 34 | 5  | 1 | 0 | — | — | — | — | 35 | 5  |  |  |
| ОФК Петровац               | 2023/24. | Прва лига Црне Горе  | 14 | 4  | 1 | 2 | — | — | — | — | 15 | 6  |  |  |
| ОФК Петровац               | Укупно   | Укупно               | 48 | 9  | 2 | 2 | — | — | — | — | 50 | 11 |  |  |
|                            |          |                      |    |    |   |   |   |   |   |   |    |    |  |  |
| Каријера                   | Каријера | Каријера             | 90 | 20 | 2 | 2 | — | — | — | — | 92 | 22 |  |  |
|                            |          |                      |    |    |   |   |   |   |   |   |    |    |  |  |

### Утакмице у дресу репрезентације
| Репрезентација Србије у узрасту до 17 година старости | Репрезентација Србије у узрасту до 17 година старости | Репрезентација Србије у узрасту до 17 година старости | Репрезентација Србије у узрасту до 17 година старости | Репрезентација Србије у узрасту до 17 година старости | Репрезентација Србије у узрасту до 17 година старости | Репрезентација Србије у узрасту до 17 година старости | Репрезентација Србије у узрасту до 17 година старости | Репрезентација Србије у узрасту до 17 година старости | Репрезентација Србије у узрасту до 17 година старости |
| #                                                     | Датум                                                 | Такмичење                                             | Локација                                              | Домаћин                                               | Резултат                                              | Гост                                                  | Гол                                                   | Реф.                                                  |                                                       |
| ----------------------------------------------------- | ----------------------------------------------------- | ----------------------------------------------------- | ----------------------------------------------------- | ----------------------------------------------------- | ----------------------------------------------------- | ----------------------------------------------------- | ----------------------------------------------------- | ----------------------------------------------------- | ----------------------------------------------------- |
| 1.                                                    | 26. јул 2016.                                         | Пријатељска утакмица                                  | Кућа фудбала, Стара Пазова                            | Србија                                                | 0 : 2                                                 | Казахстан                                             |                                                       | [ 30 ]                                                |                                                       |
| 2.                                                    | 20. септембар 2016.                                   | Пријатељска утакмица                                  | Кућа фудбала, Стара Пазова                            | Србија                                                | 6 : 2                                                 | Белорусија                                            |                                                       | [ 53 ]                                                |                                                       |
| 3.                                                    | 22. септембар 2016.                                   | Пријатељска утакмица                                  | Кућа фудбала, Стара Пазова                            | Србија                                                | 1 : 0                                                 | Белорусија                                            |                                                       | [ 54 ]                                                |                                                       |
| 4.                                                    | 26. октобар 2016.                                     | Квалификације за Европско првенство                   | Стадион Бруно Бучи, Руси                              | Србија                                                | 3 : 1                                                 | Северна Македонија                                    |                                                       | [ 55 ]                                                |                                                       |
| 5.                                                    | 31. октобар 2016.                                     | Квалификације за Европско првенство                   | Стадион Бруно Бенели, Равена                          | Италија                                               | 2 : 0                                                 | Србија                                                |                                                       | [ 56 ]                                                |                                                       |
| 6.                                                    | 2. март 2017.                                         | Пријатељска утакмица                                  | Етно село Станишићи                                   | Босна и Херцеговина                                   | 1 : 1                                                 | Србија                                                |                                                       | [ 57 ]                                                |                                                       |
| 7.                                                    | 17. март 2017.                                        | Квалификације за Европско првенство                   | Капилов Парк, Гринок                                  | Србија                                                | 2 : 1                                                 | Швајцарска                                            |                                                       | [ 58 ]                                                |                                                       |
| 8.                                                    | 19. март 2017.                                        | Квалификације за Европско првенство                   | Сент Мирен Парк, Пејсли                               | Шкотска                                               | 1 : 0                                                 | Србија                                                |                                                       | [ 59 ]                                                |                                                       |
| 9.                                                    | 27. април 2017.                                       | Пријатељска утакмица                                  | Кућа фудбала, Стара Пазова                            | Србија                                                | 5 : 1                                                 | Украјина                                              | Гол                                                   | [ 60 ]                                                |                                                       |
| 10.                                                   | 7. јун 2017.                                          | Пријатељска утакмица                                  | Стадион у Капошвару                                   | Србија                                                | 0 : 0                                                 | Индија                                                |                                                       | [ 61 ]                                                |                                                       |
| 10                                                    | Укупан број утакмица и постигнутих погодака           | Укупан број утакмица и постигнутих погодака           | Укупан број утакмица и постигнутих погодака           | Укупан број утакмица и постигнутих погодака           | Укупан број утакмица и постигнутих погодака           | Укупан број утакмица и постигнутих погодака           | Укупан број утакмица и постигнутих погодака           | 1                                                     |                                                       |

| Репрезентација Србије у узрасту до 18 година старости | Репрезентација Србије у узрасту до 18 година старости | Репрезентација Србије у узрасту до 18 година старости | Репрезентација Србије у узрасту до 18 година старости | Репрезентација Србије у узрасту до 18 година старости | Репрезентација Србије у узрасту до 18 година старости | Репрезентација Србије у узрасту до 18 година старости | Репрезентација Србије у узрасту до 18 година старости | Репрезентација Србије у узрасту до 18 година старости | Репрезентација Србије у узрасту до 18 година старости |
| #                                                     | Датум                                                 | Такмичење                                             | Локација                                              | Домаћин                                               | Резултат                                              | Гост                                                  | Гол                                                   | Реф.                                                  |                                                       |
| ----------------------------------------------------- | ----------------------------------------------------- | ----------------------------------------------------- | ----------------------------------------------------- | ----------------------------------------------------- | ----------------------------------------------------- | ----------------------------------------------------- | ----------------------------------------------------- | ----------------------------------------------------- | ----------------------------------------------------- |
| 1.                                                    | 17. април 2018.                                       | Пријатељска утакмица                                  | Кућа фудбала, Стара Пазова                            | Србија                                                | 3 : 3                                                 | Босна и Херцеговина                                   |                                                       | [ 62 ]                                                |                                                       |
| 2.                                                    | 19. април 2018.                                       | Пријатељска утакмица                                  | Кућа фудбала, Стара Пазова                            | Србија                                                | 2 : 2                                                 | Босна и Херцеговина                                   |                                                       | [ 63 ]                                                |                                                       |
| 3.                                                    | 7. јун 2018.                                          | Пријатељска утакмица                                  | Кућа фудбала, Стара Пазова                            | Србија                                                | 3 : 4                                                 | Словенија                                             | Гол                                                   | [ 64 ]                                                |                                                       |
| 3                                                     | Укупан број утакмица и постигнутих погодака           | Укупан број утакмица и постигнутих погодака           | Укупан број утакмица и постигнутих погодака           | Укупан број утакмица и постигнутих погодака           | Укупан број утакмица и постигнутих погодака           | Укупан број утакмица и постигнутих погодака           | Укупан број утакмица и постигнутих погодака           | 1                                                     |                                                       |